# 根本宣彦
根本 宣彦（ねもと のりひこ、1965年〈昭和40年〉11月26日 - ）は、東北放送（TBC）のアナウンサー、アナウンス部長（2015年～）、防災士。

## 来歴
茨城県水戸市出身。茨城中学校・高等学校、東海大学政治経済学部政治学科を卒業後、1989年にエフエムラジオ新潟に入社。1992年TBCに移籍した。防災士の資格を持っている。
毎日新聞記者の根本佳奈は娘。

## 現在の担当番組

### ラジオ
- TBC週刊地震防災セミナー（2003年4月～）
- TBCニューストゥデイ
- TBCラジオ報道特別番組
- おはようワイド Goodモーニング[注釈 1]

### テレビ
- こちらTBCです（2009年5月～）
- TBCニュース
- 河北新報ニュース

## 過去の担当番組

### FM新潟
- SOUND SPLASH（1989年4月～1990年3月）
- FM HEADLINE（1991年10月～1991年12月）
- JRA MUSIC BOOK（1989年4月～1992年1月）

### TBC東北放送

#### テレビ
- ニュースの森TBC（スポーツ）
- クイズ!みやぎ東西南北（1994年4月～1996年3月）[2]
- 週刊パパラビゾーレ（ナレーション）
- スポーツ中継

#### ラジオ
- サンデーテレフォンリクエスト（1993年4月～1994年3月）[2]
- ジャンピン・ホット・ウェーブ[2]
- Sound Supper 1260kcal／ポップクルージング
- ボリュームワイドとも子印
- ボリュームワイド 扇生のキンキラ金曜日
- ラジオイブニングスペース
- ラジオマガジンEARLY BIRD（2000年10月～2008年9月）
- サンデーニュースチェック
- ニューストゥデイスペシャル
- みやぎラジオプロジェクト
- TBCエンジョイベースボール（2005年のみリポーター担当）